# Greatest Hits (album La Bouche)
Greatest Hits – kompilacja niemieckiego zespołu muzycznego La Bouche zawierająca największe przeboje formacji. Została wydana 5 marca 2007 roku i składa się z szesnastu utworów.

## Lista utworów
| Nr  | Tytuł                             | Długość |
| --- | --------------------------------- | ------- |
| 1.  | Sweet Dreams                      | 3:25    |
| 2.  | Be My Lover                       | 4:01    |
| 3.  | In Your Life                      | 4:06    |
| 4.  | Take Me 2 Heaven 2 Night          | 3:21    |
| 5.  | Fallin' In Love                   | 3:57    |
| 6.  | Say You'll Be Mine                | 3:33    |
| 7.  | Bolingo (Love Is In The Air)      | 4:30    |
| 8.  | Unexpected Lovers                 | 3:18    |
| 9.  | A Moment Of Love                  | 4:26    |
| 10. | Shoo Bee Do Bee (I Like That Way) | 3:27    |
| 11. | Where Do You Go                   | 3:45    |
| 12. | Do You Still Need Me              | 3:39    |
| 13. | Forget Me Nots                    | 3:34    |
| 14. | SOS                               | 3:35    |
| 15. | Whenever You Want                 | 3:05    |
| 16. | You Won't Forget Me               | 3:16    |